# Panthera leo fossilis
Leul de peșteră oriental (Panthera leo fossilis) este o specie timpurie de leu din Pleistocen. Cele mai vechi rămășițe ale Panthera leo fossilis din Europa provin din Isernia, Italia și au aproximativ 700.000 de ani vechime. Este estimat că ar fi ajuns la o lungime de 2,3 metri (fără coadă) și 1,3 metri înălțime până la greabăn.

## Literatură
- Ernst Probst: Deutschland in der Urzeit. Orbis Verlag, 1999. ISBN 3-572-01057-8
- J. Burger: Molecular phylogeny of the extinct cave lion Panthera leo spelea, 2003.Molecular phylogeny of cave lion Arhivat în 13 octombrie 2006, la Wayback Machine..